# Joseph Migneret
Joseph Migneret (né le 24 octobre 1888 à Fretigney-et-Velloreille et mort le 18 juin 1949 à Beaujeu) est un instituteur et directeur d'école français qui a sauvé pendant la Seconde Guerre mondiale des dizaines d'enfants de confession juive de la déportation. Il a été reconnu « Juste parmi les Nations » de manière posthume, en 1990.

## Biographie
Joseph Migneret, est né en 1888. Lors de la Première Guerre mondiale, il est mobilisé et reçoit la Croix de guerre dès 1915.
En 1920, il est nommé instituteur à l'École élémentaire des Hospitalières-Saint-Gervais située au cœur du quartier du Marais. Fondée en 1848 comme école confessionnelle, elle était devenue une école publique en 1880. La majorité des élèves sont de confession juive. En 1937, il devient le directeur de l'école. En 1942, les rafles contre les Juifs déciment l'école : 165 élèves sont arrêtés en juillet, déportés et assassinés. 
Joseph Migneret cache certains élèves dans un petit appartement qu'il loue à proximité de l'école au 71, rue du Temple : la jeune Sarah Traube y réside plus de deux ans, ou dans son appartement à Antony. Il procure également des faux papiers à de nombreux autres (carte d’identité, carte d’alimentation, etc.) L'association AJPN recense au moins sept personnes qui lui doivent la vie : Henry Bulawko, Berthe Hirsch, Ady Steg, Alice Nouna Taïeb, Berthe Taïeb, Alfred Taïeb, Frida Wattenberg (dite Thérèse Verdier). Parmi les enfants qu'il a sauvés,  Shlomo Fischer-Shenkar et Adolphe Kornman, ont témoigné, ainsi que Joseph Schulman (blessé en sautant d’un convoi de déportation, amputé et hospitalisé sous surveillance policière) et René Szpindel.
Pour ses actions, il reçoit la médaille de « Juste parmi les nations » à titre posthume en 1990. En 2014, un jardin voisin de l'école est renommé en son honneur, le Jardin des Rosiers – Joseph-Migneret. En 2018, un documentaire, Joseph Migneret, juste parmi les nations, est tourné par Claude Bochurberg.

## Hommages et distinctions

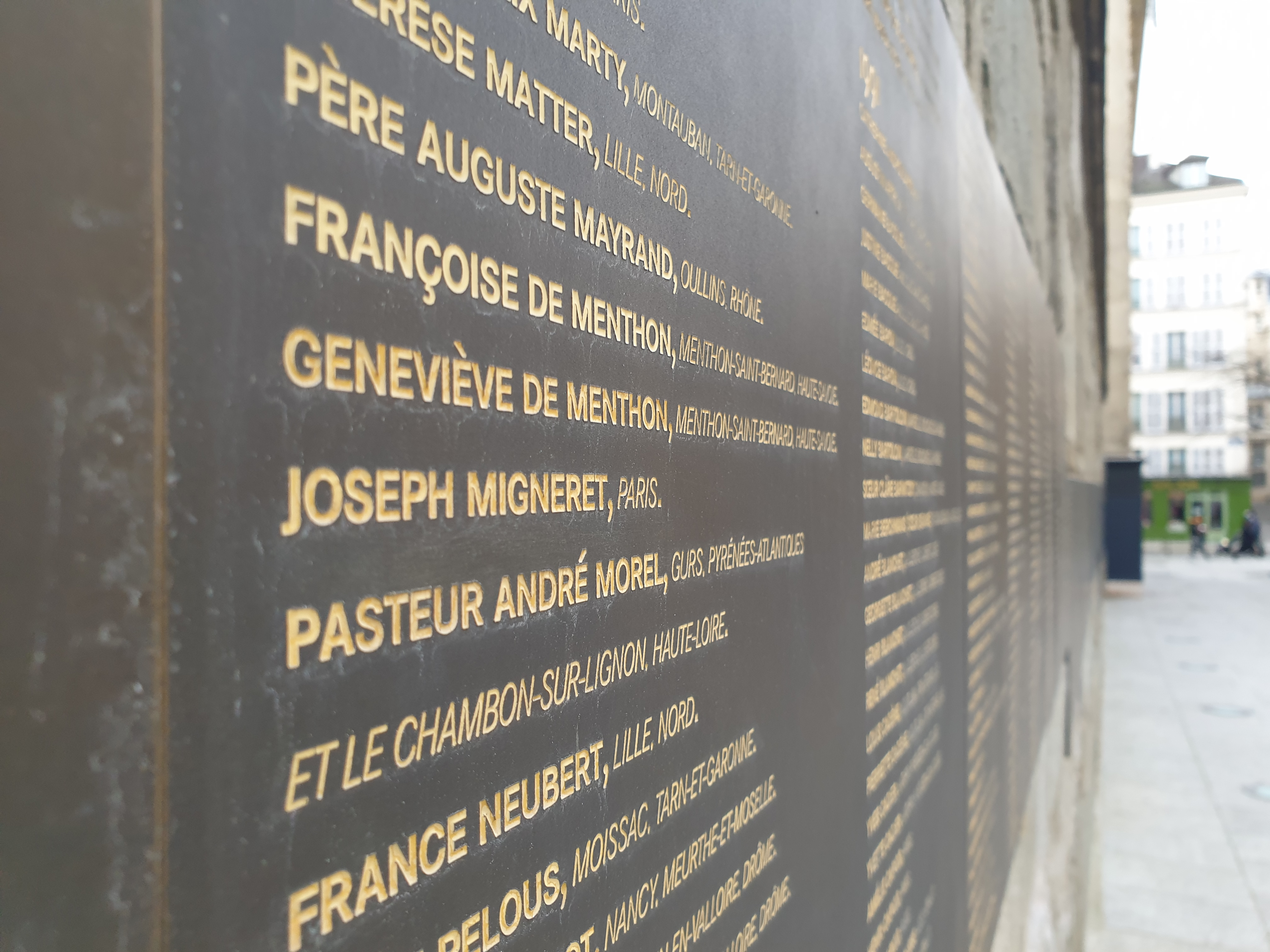
Inscription du nom de Joseph Migneret au Mur des Justes parmi les Nations (Mémorial de la Shoah à Paris).

- Croix de guerre 1914–1918
- Plaque commémorative apposée sur l'École élémentaire des Hospitalières-Saint-Gervais
- Nommé Juste parmi les Nations par Yad Vashem, à titre posthume, le 28 mars 1990[10]. Son nom est inscrit sur le mur commémoratif de l'Allée des Justes-parmi-les-Nations (Paris).
- Arbre planté en son honneur, près du Mémorial pour les enfants à Yad Vashem à Jérusalem, en face du Mémorial de Janusz-Korczak.
- Jardin des Rosiers - Joseph-Migneret dans le 4e arrondissement de Paris (2014)